# Kain

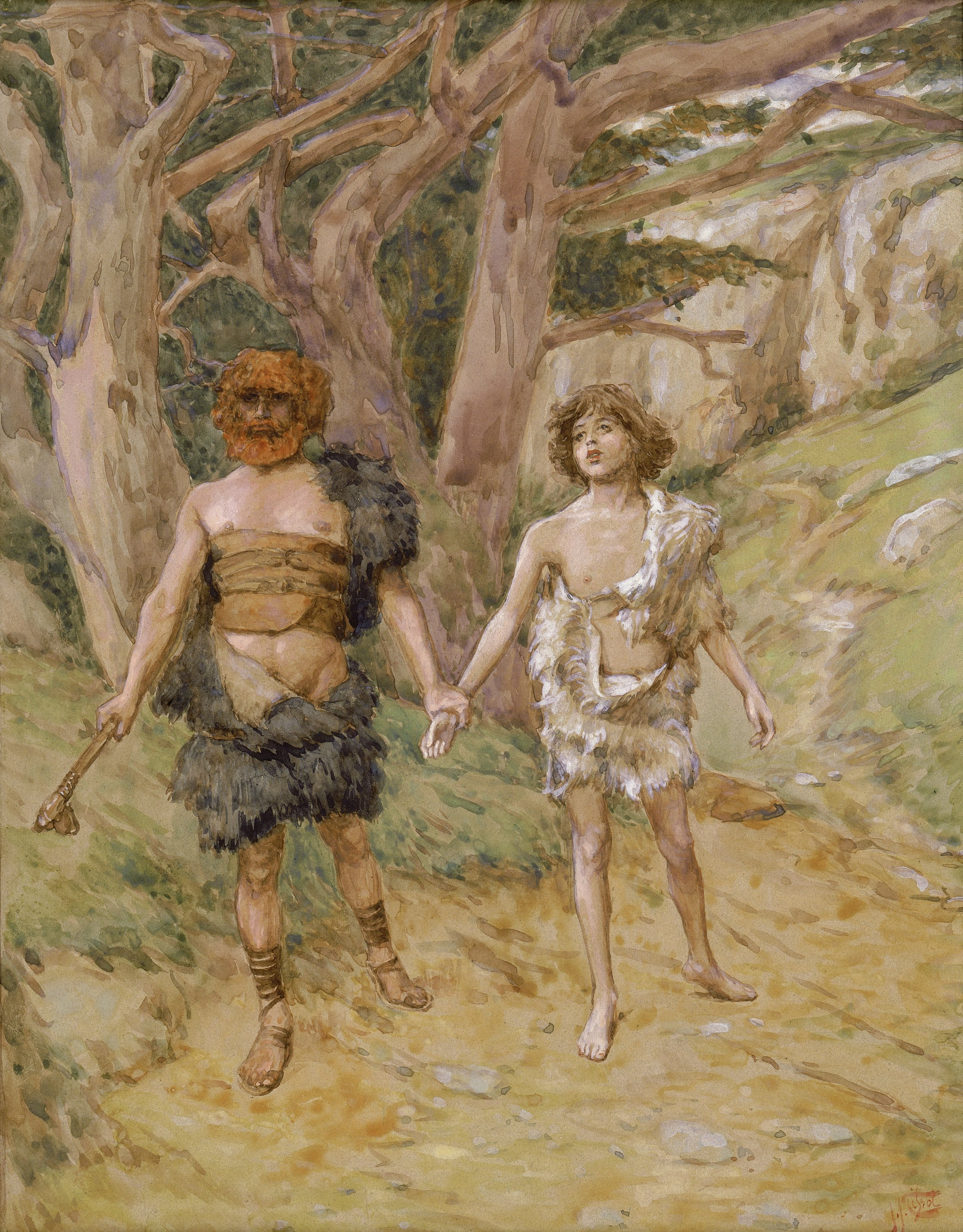
Kain vede Ábela na smrt. Obraz Jamese Tissota.

Kain byl podle 4. kapitoly biblické knihy Genesis nejstarší syn prvních lidí Adama a Evy. Narodil se jim po vyhnání ze zahrady Edenu, podle midraše společně se sestrou-dvojčetem. Je znám jako bratrovrah, neboť zabil svého mladšího bratra Ábela poté, co Hospodin nepřijal jeho oběť, ale Ábelovu ano. Byl za svůj čin Bohem vyhnán a označen zvláštním znamením, aby jej nemohl nikdo zabít a ušetřit jej tak trestu. Jeho dalším mladším bratrem byl Šét, o němž Eva řekla, že Bůh jí vložil dalšího potomka místo Ábela.
Jméno „Kain“ (hebrejsky קַיִן‎) se vykládá nejednotně, a sice od „Získaný“ přes „Tepající“ až po „Závistivý“.
Jméno Ábel se vykládá jako marnivý, bez hodnoty. 

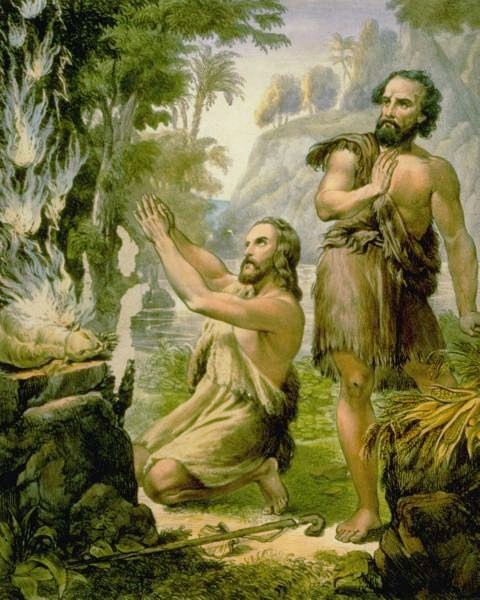
Kain a Ábel, ilustrace z Bible (19. st.)

## Biblický příběh
Kain se stal rolníkem. Po čase se stalo, že Kain přinesl Hospodinu obětní dar z plodů země. I Ábel přinesl Hospodinu obětní dar, avšak on z prvorozených svého stáda a z nich tučné. Hospodin shlédl na Ábela a na jeho obětní dar, ale na Kaina a na jeho obětní dar neshlédl. Kain vzplanul velikým hněvem.
Hospodin se Kaina zeptal na důvod jeho hněvu. Ubezpečil Kaina, že i on bude „pozdvižen“, bude-li jednat správně a vysvětlil mu, že na člověka číhá hřích a dychtí po něm. Hospodin však od Kaina očekává, že hřích přemůže.
| „                    | Hospodin tedy Kainovi řekl: „Proč se zlobíš? Proč máš zkřivenou tvář? Copak tě nepřijmu, když budeš jednat dobře? Když ale nebudeš jednat dobře, pak ve dveřích číhá hřích a dychtí po tobě. Ty ale máš nad ním panovat.“ | “ |
| — Bible, Genesis 4:6 | |   |

Když pak byl Kain se svým bratrem Ábelem na poli, Kain povstal proti svému bratru Ábelovi a zabil ho. Poprvé v historii člověk viděl, že je možno ukončit život člověka.

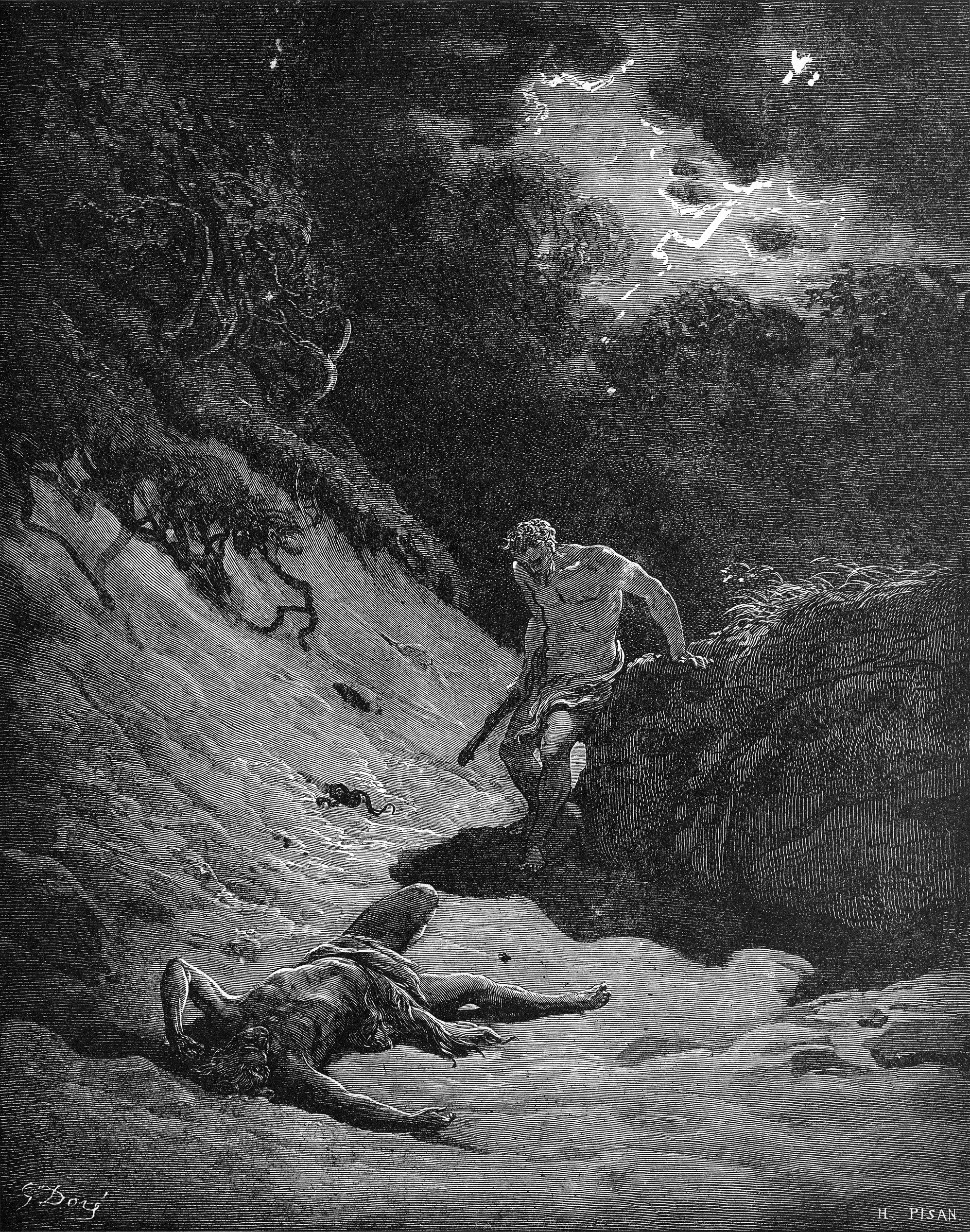
Kain zabíjí Ábela (Gustave Doré)

Hospodin se pak Kaina zeptal, kde je jeho bratr Ábel? Kain odpověděl, že neví, že není strážcem svého bratra. Hospodin se ještě Kaina zeptal, co to udělal, a pak řekl, že krev jeho bratra k Hospodinu křičí ze země.

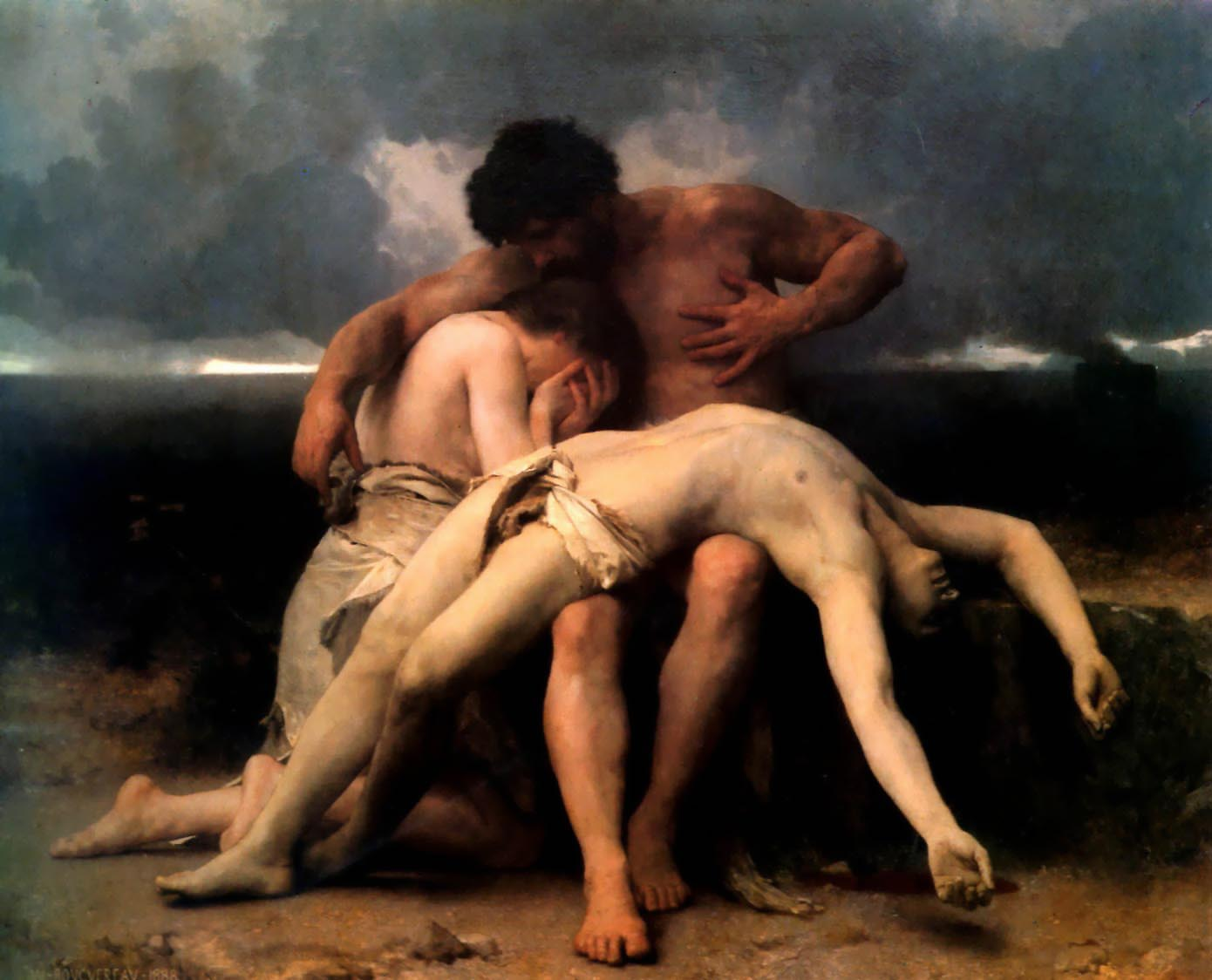
Adam a Eva pláčou nad smrtí Ábela (William-Adolphe Bouguereau)

Potom vyslovil Hospodin kletbu, že nyní bude Kain proklet ze země, která otevřela svá ústa, aby z Kainovy ruky přijala krev jeho bratra. Když bude Kain obdělávat zemi, již mu nevydá svou sílu. Kain bude na zemi bezdomovcem a tulákem.
Kain Hospodinu odpověděl, že jeho trest je větší, než může unést, že dnes jej Hospodin vyhnal z povrchu země a před jeho tváří se bude Kain ukrývat. Bude na zemi bezdomovcem a tulákem a každý, kdo jej najde, může jej zabít.
Hospodin mu řekl, že tak to nebude, protože kdokoli by Kaina zabil, přivodí si sedminásobnou pomstu. A Hospodin vložil na Kaina znamení, aby ho nikdo, kdo ho najde, nezabil. Raši uvádí, že Bůh umístil na Kainovo čelo jedno z písmen tetragramu svého jména.
Kain odešel od Hospodina a pobýval v zemi Nódu na východ Edenu. Po nějakém čase poznal Kain svou ženu. Ta otěhotněla a porodila Kainovi Enocha. Kain stavěl město a nazval jméno toho města podle jména svého syna. Dál bible sleduje Kainovu rodovou linii přes Enocha až k Túbal-kainovi a jeho sestře Naamě, která se podle názoru rav Aba bar Kahany stala manželkou Noema.

## Novozákonní interpretace
Kain je novozákonní částí bible interpretován jako příklad člověka, který „byl ze Zlého“. Motivem vraždy, které se Kain dopustil, byl hněv člověka, obtíženého vinou vlastních zlých skutků, vůči usvědčující spravedlnosti bratra.
| „                              | Ne jako Kain, byl ze Zlého a zabil svého bratra. A proč ho zabil? Protože jeho skutky byly zlé, kdežto jeho bratra spravedlivé. | “ |
| — Bible, První list Janův 3:12 | |   |

Kain přinesl Bohu oběť. Není tedy příkladem člověka nevěřícího, či ateisty. Nebyla to ovšem oběť, skrze kterou by se mu dostalo svědectví, že je spravedlivý, když Bůh vydával svědectví při jeho darech.
Novozákonní list Judův vyslovuje biblické „běda“ těm, kteří se vydali Kainovou cestou.

## Kain v umění
Kainův příběh se stal námětem řady uměleckých děl. Ve světové literatuře vyniká Byronovo drama Kain představující v duchu romantismu Kaina jako tragického hrdinu příběhu. V české literatuře zpracoval tento námět rovněž ve formě tragédie Oldřich Kramář.
V moderní literatuře použil téma Kaina José Saramago ve svém románu Kain, kde zdůrazňuje motiv Kainova vzdoru a vzpoury.
V kinematografii byl Kainovým osudem inspirován kolumbijský film Caín, který parafrázi biblického příběhu rivality dvou bratrů zasazuje do prostředí kolumbijského venkova.